# 전주신성초등학교
전주신성초등학교는 대한민국 전북특별자치도 전주시에 있는 공립 초등학교이다.

## 학교 연혁
- 1992.10.07 전주신성국민학교 설립인가
- 1994.12.01 전주신성국민학교 개교
- 1996.03.01 전주신성초등학교로 명칭 변경
- 2001.03.01 교생 실습 학교 운영(2001.03.01~2003.02.28)
- 2008.03.01 전라북도교육청 비만관리 연구학교 운영(2008.3.1~2009.2.28)
- 2009.03.01 전라북도교육청 비만관리 시범학교 운영(2009.03.01~2011.2.28)
- 2009.03.01 교육복지투자우선지역 지원 사업 운영(2009.03.01~2013.2.28)
- 2014.09.01 제 9대 이문연 교장 취임
- 2015.02.12 제21회 졸업식(127명/5,109명)
- 2015.03.01 25학급 편성(특수학급 1 포함)
- 2018.03.01 제 10대 양정효 교장 취임

## 참고 자료
- 전주신성초등학교 - 한국교육학술정보원 학교알리미